# 博卡奇卡 (多明尼加)
18°27′14″N 69°36′23″W / 18.45389°N 69.60639°W
博卡奇卡（西班牙語：Boca Chica），是多明尼加共和國的城鎮，位於該國北部，由聖多明哥省負責管轄，面積145.67平方公里，2012年人口123,510，人口密度每平方公里850人。